# Колдвотер (Охајо)
Колдвотер (енгл. Coldwater) град је у америчкој савезној држави Охајо.

## Демографија
По попису из 2010. године број становника је 4.427, што је 55 (-1,2%) становника мање него 2000. године.
| Група             | 2000.         | 2010.         |
| Белци             | 4.407 (98,3%) | 4.360 (98,5%) |
| Афроамериканци    | 3 (0,1%)      | 4 (0,1%)      |
| Азијати           | 6 (0,1%)      | 4 (0,1%)      |
| Хиспаноамериканци | 54 (1,2%)     | 33 (0,7%)     |
| Укупно            | 4.482         | 4.427         |